# Lorenzo Cesa
Pour les articles homonymes, voir Cesa.
Lorenzo Cesa, né le 16 août 1951 à Arcinazzo Romano, est un homme politique italien, leader de l'Union de centre et député européen.

## Biographie
Il est devenu le 27 octobre 2005 le secrétaire de l'Union des démocrates chrétiens après la démission de Marco Follini, puis le 28 février 2008, celui de l'Union de centre, réélu en 2014.
Docteur en sciences politiques, il est un des dirigeants de la Démocratie chrétienne et conseiller municipal de Rome.
Élu en 2004 député européen avec 103 000 voix de préférence, inscrit au groupe du Parti populaire européen. Il est réélu le 25 mai 2014, sur une liste du Nouveau Centre droit-Union de centre avec 56 688 voix de préférence.
Le 21 janvier 2021, la justice italienne annonce qu'elle l'avait mis sous enquête dans le cadre d'une opération contre la 'Ndrangheta, tandis qu'il indique n'avoir pas de lien avec l'affaire instruite et « avoir entière et totale confiance en la justice ».